# هنري مارتين كونجدون
هنري مارتين كونجدون (بالإنجليزية: Henry Martyn Congdon)‏ هو مهندس معماري أمريكي، ولد في 1834، وتوفي في 1922 في بروكلين في الولايات المتحدة.

## معرض صور

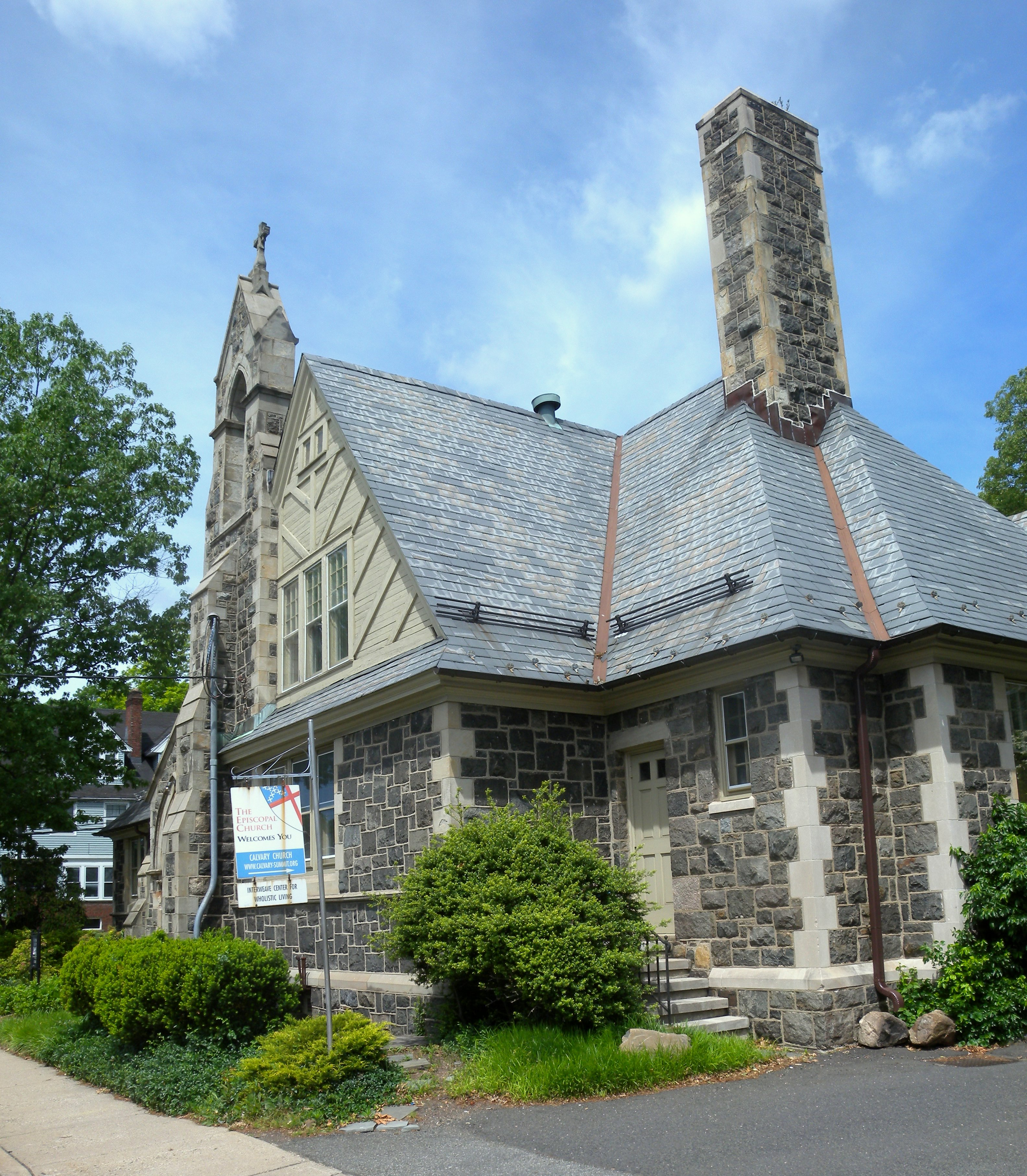
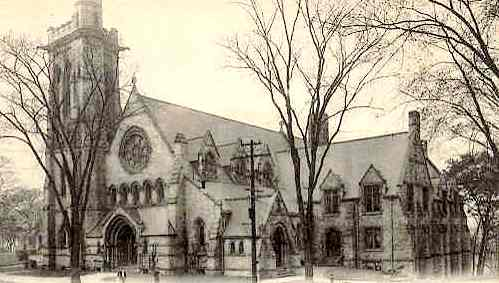
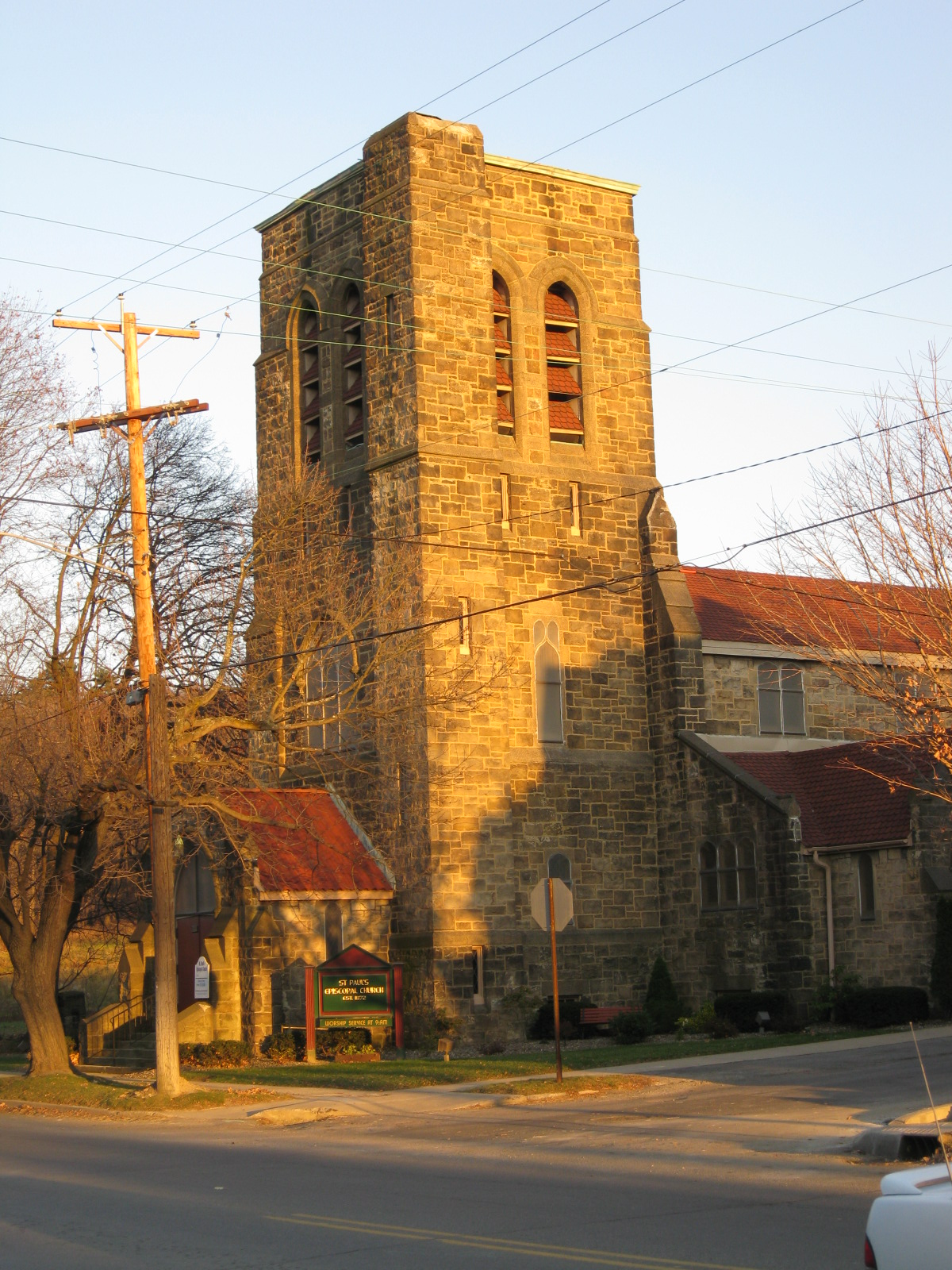
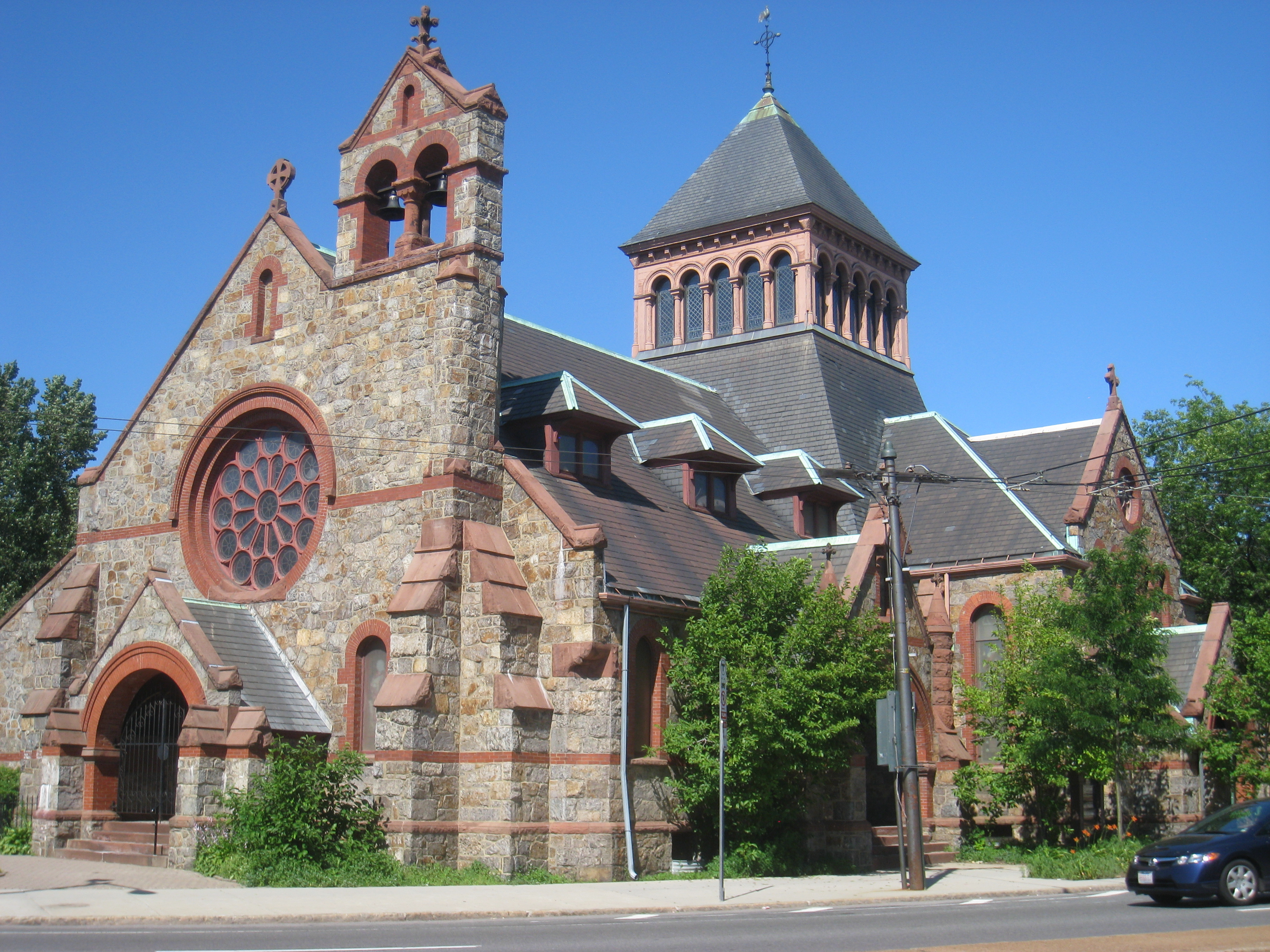